# Szakítószilárdság

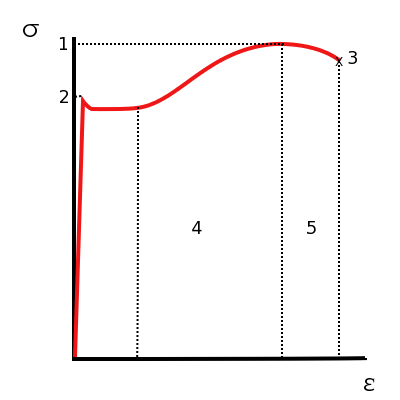
Kis széntartalmú szénacél szakítódiagramja
1. Szakítószilárdság, R_{m}
2. Folyáshatár, R_{e}
3. Szakadás
4. Felkeményedés
5. Kontrakció (keresztmetszet összehúzódás)

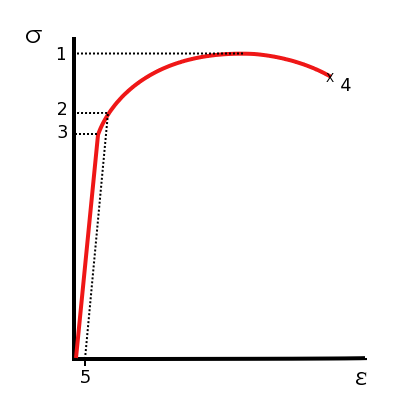
Aluminium szakítódiagramja
1. Szakítószilárdság, R_{m}
2. 0,2%-os határ, R_{0,2}
3. Arányossági határ
4. Szakadás
5. 0,2% fajlagos nyúlás

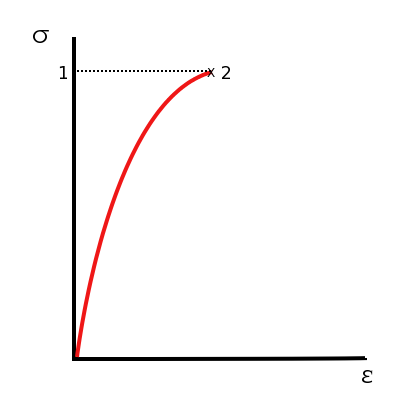
Különleges rideg anyag szakítódiagramja
1. Szakítószilárdság, R_{m}
2. Szakadás

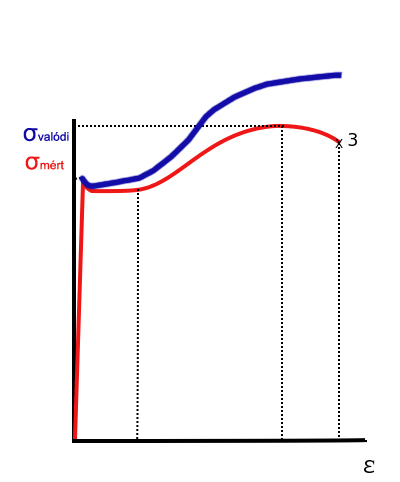
Valódi és mért feszültség

A szakítószilárdság, σm , Rm egy kötél, huzal, tartógerenda, vagy más hasonló szerkezeti elem elszakításához szükséges mechanikai feszültség. A szakítószilárdság az anyagnak csak az állandó terheléssel szembeni szilárdságára ad felvilágosítást, dinamikus igénybevételt csak jóval kisebb feszültségnél bír ki az anyag. A szakítószilárdság a hőmérséklet függvényében változik (általában csökken), magasabb hőmérsékleten állandó terhelés alatt az anyag állandóan növekvő alakváltozást szenved (tartósfolyás).

## Kifejtés
A szakítószilárdság megállapítására az anyagból szabvány szerint elkészített próbatesten statikus szakítóvizsgálatot végeznek, ami azt jelenti, hogy lassan növelik a húzóerőt és közben a gép felveszi a feszültség-alakváltozás diagramját. Ezt szakítódiagramnak nevezik. Az anyag tönkremenetele többféleképpen értelmezhető.
Az anyagok állandó terhelés következtében végbemenő tönkremenetelénél három fontos feszültséget kell figyelembe venni:
- Folyáshatár (Re): az a feszültség, melyet az anyag maradó alakváltozás nélkül elvisel. Ez a pont nem mindig pontosan meghatározható, ezért helyette némely anyagnál azt a feszültséget tekintik folyáshatárnak, melynél a maradó alakváltozás 0,2%.
- Szakítószilárdság (Rm): az anyag által törés nélkül kibírt legnagyobb feszültség
- Szakadás: A szakítódiagramról leolvasható feszültség, ahol az anyag elszakad.

A szakítószilárdság a mérnöki tudományok fontos fogalma, különösen az anyagtudomány, a gépészet és a szerkezetépítés területén.
A fémek, közöttük az acél is, a húzóerő hatására rugalmasan megnyúlnak, mindaddig, amíg a bennük ébredő feszültség a folyáshatárt el nem éri. A hosszirányú nyúlással egyidejűleg a próbatest keresztmetszete csökken (kontrakció). Ha a rugalmas tartományban megszüntetik a terhelést, az anyag felveszi eredeti alakját. A rugalmas szakaszban a szakítógörbe meredeksége a rugalmassági modulussal egyenlő. A folyáshatárt túlhaladva szénacéloknál a növekvő alakváltozásnál a húzóerő kismértékű csökkenése is tapasztalható, melynek oka a szénatomok és diszlokációk egymásra hatásával magyarázható. Hidegen alakított és ötvözött acéloknál ilyen jelenség nem lép fel. A legtöbb fémnél a folyáshatár ilyen világosan nem mutatkozik meg.
A folyáshatár alatt minden alakváltozás visszafordítható. A folyáshatáron túl az anyag maradó alakváltozást szenved (esetünkben megnyúlást). Ez pontosabban úgy történik, hogy leterheléskor a szakítógörbe a rugalmas szakasszal párhuzamosan halad, a megfolyatott anyag úgy fog a továbbiakban viselkedni, mintha folyáshatára magasabb értéken lenne, az anyag "felkeményedik".
Az anyagot tovább terhelve a feszültség tovább nő egészen a legnagyobb feszültség pontjáig. Ekkor a próbatestek egy része egy ponton elvékonyodik, ami a feszültség esésével jár további megnyúlás mellett, majd egy ponton a próbatest elszakad. A szakítódiagramon leolvasható legnagyobb feszültség a szakítószilárdság.
A szakítódiagramot úgy ábrázolják, hogy a szakítógépen mérhető húzóerőt mindig a próbatest eredeti keresztmetszetével osztják el. A valódi feszültség ennél az értéknél mindig nagyobb, hiszen terhelés alatt a keresztmetszet csökken (kontrahál). A tényleges keresztmetszetekkel számított valódi feszültség függvénye monoton nő, de ezt nem szokták ábrázolni, mivel a keresztmetszet mérése nehézkes, másrészt az eredeti keresztmetszettel számított szakítószilárdság a valóságosnál kisebb értéket ad, így a mérnöki számítások biztonságát növeli.
A legtöbb anyagnak nincs jól látható folyáshatára. Ilyenkor a 0,2%-os határt határozzák meg, és ezt tekintik folyáshatárnak. A 0,2%-os határ az a feszültség, melynél a próbatest 0,2% maradó alakváltozást szenved. Ezt a szakítódiagramból úgy lehet meghatározni, hogy felrajzolják a 0,2% fajlagos nyúlást a vízszintes tengelyre, majd a diagram rugalmas szakaszának egyenesével e ponton keresztül párhuzamost húznak. Ahol az egyenes metszi a szakítógörbét, leolvassák a feszültséget: ez a 0,2%-os feszültség.
Rideg anyagoknak nincs folyáshatáruk, sem felkeményedő szakaszuk, itt a legnagyobb feszültség és a szakítószilárdság megegyezik.

## Anyagok tipikus szilárdsági értékei
| Anyag                                            | Folyáshatár (MPa) | Legnagyobb feszültség (MPa)              | Sűrűség (g/cm³) |
| ------------------------------------------------ | ----------------- | ---------------------------------------- | --------------- |
| Szerkezeti acél A36                              | 250               | 400                                      | 7,8             |
| Acél, API 5L X65 (Fikret Mert Veral)             | 448               | 531                                      | 7,8             |
| Nagyszilárdságú ötvözött acél A514               | 690               | 760                                      | 7,8             |
| Nagyszilárdságú előfeszített acélhuzal           | 1650              | 1860                                     | 7,8             |
| Acélhuzal                                        |                   |                                          | 7,8             |
| Zongorahúr (acél)                                | kb. 2000          |                                          | 7,8             |
| Nagy sűrűségű polietilén (HDPE)                  | 26-33             | 37                                       | 0,95            |
| Polipropilén                                     | 12-43             | 19,7-80                                  | 0,91            |
| Korrózióálló acél AISI 302 – (hidegen hengerelt) | 520               | 860                                      |                 |
| Öntöttvas 4,5% C, ASTM A-48                      | 130               | 200                                      |                 |
| Titánötvözet (6% Al, 4% V)                       | 830               | 900                                      | 4,51            |
| Alumíniumötvözet 2014-T6                         | 400               | 455                                      | 2,7             |
| Réz 99,9% Cu                                     | 70                | 220                                      | 8,92            |
| Réz-nikkel 10% Ni, 1,6% Fe, 1% Mn, Cu            | 130               | 350                                      | 8,94            |
| Bronz                                            | kb. 180+          | 250                                      | ;               |
| Volfrám                                          |                   | 1510                                     | 19,25           |
| Üveg                                             |                   | 50 (nyomásra)                            | 2,53            |
| Márvány                                          | N/A               | 15                                       |                 |
| Beton                                            | N/A               | 2-5 (húzásra) (6)-20-60-(200) (nyomásra) | 2,4             |
| Szénszál                                         | N/A               | 5650                                     | 1,75            |
| Pókselyem                                        | 1150 (??)         | 1200                                     |                 |
| Hernyóselyem                                     | 500               |                                          |                 |
| Aramid (Kevlar vagy Twaron)                      | 3620              |                                          | 1,44            |
| Ultra nagy molekulasúlyú polietilén (UHMWPE)     | 23                | 46                                       | 0,97            |
| Vectran                                          |                   | 2850-3340                                |                 |
| Fenyőfa (szálirányban)                           |                   | 40                                       |                 |
| Csont                                            |                   | 130                                      |                 |
| Nejlon, 6/6 típus                                | 45                | 75                                       |                 |
| Gumi                                             | –                 | 15                                       |                 |
| Bór                                              | N/A               | 3100                                     | 2,46            |
| Szilícium, egykristályos (m-Si)                  | N/A               | 7000                                     | 2,33            |
| Szilícium-karbid (SiC)                           | N/A               | 3440                                     |                 |
| Zafír (Al2O3)                                    | N/A               | 1900                                     | 3,9-4,1         |
| Szén nanocső                                     | N/A               | 62000                                    | 1,34            |
| Hidegen húzott acél (MSZ 5720:1979)              | 1520              | 1750                                     | 7,8             |